# ラクサナ・トリ・ハンドコ
ラクサナ・トリ・ハンドコ（Dr. Laksana Tri Handoko, M.Sc.）は、インドネシアの物理学者、政治家。インドネシア科学研究所LIPI所長を経て、インドネシア国家研究イノベーション庁BRIN長官。

## 人物・経歴
東ジャワ州マラン生まれ。父はガジャ・マダ大学の物理学講師で、給料が少ないため副業として養鶏業も営んでいた。
彼はバンドン工科大学（ITB）の物理学科に入学したが、インドネシア政府（世界銀行）奨学金を受け、ITBを退学した。日本語学校等の予備教育を経て、熊本大学理学部物理学科卒業後、1995年広島大学大学院理学研究科物理学専攻修士課程修了、修士（理学）。1998年同博士課程修了、博士（理学）。
日本留学中は木材工場やガソリンスタンドで働いた。1998年アレクサンダー・フォン・フンボルト財団博士研究員。1999年同財団フェロー。2000年ドイツ電子シンクロトロン財団博士研究員。
インドネシア科学研究所理論物理学グループに所属し、2012年からインドネシア科学研究所インフォマティクス研究センター所長。2018年インドネシア科学研究所所長。2021年インドネシア国家研究イノベーション庁長官。

## 脚註
1. 1 2 3 4  BRIN Laksana Tri Handoko長官のプロフィール (日本語キャンパス物理系卒業生)VOI 29 Desember 2022, 11:49
2. ↑  “Dr Laksana Tri Handoko : Salah Jalur Kalau Ingin Kaya” (英語). lipi.go.id. 2022年4月28日閲覧。
3. 1 2  Indonesia, C. N. N.. “Laksana Tri Handoko, Petugas SPBU di Jepang Kini Kepala BRIN” (インドネシア語). teknologi. 2022年4月28日閲覧。
4. ↑  独占,ラクサナ・トリ・ハンドコ・ジャミン 独立ブリン研究者 メガワティ・スカルノプトリ取締役会VOI 24 Januari 2022, 10:00
5. 1 2 3  登壇者基調講演ラクサナ・トリ・ハンドコ氏の写真ラクサナ・トリ・ハンドコ（インドネシア）国際交流基金
6. ↑  “Determination of the CKM unitarity triangle by β→X[d]l[+]|[-] decay β→X[d]|[+]|[-]崩壊によるCKM行列のユニタリティー三角の決定 Handoko, Laksana Tri ハンドコ, ラクサナ トリ”. 2023年11月16日閲覧。
7. ↑  Biro Kerja Sama, Laksana Tri Handoko, Kepala Baru LIPI yang Diharapkan Bawa Kemajuan Iptek Indonesia. Indonesian Institute of Sciences, 31 May 2018. Accessed 2 July 2018.
8. ↑  Virna Puspa S, Laksana Tri Handoko dilantik sebagai Kepala LIPI. Antara, 31 May 2018. Accessed 2 July 2018.